# Перфильев, Василий Степанович
 Василий Степанович Перфильев (1826—1890) — русский государственный деятель, московский губернатор, почётный опекун. Тайный советник.

## Биография
Сын жандармского генерала С. В. Перфильева родился 19 (31) января 1826 года. Воспитывался в Александровском лицее, который окончил в 1845 году с правом на чин 9-го класса, в котором и был утверждён в 1846 году. В том же году был зачислен на службу в штат Московской провиантской комиссии, а в 1850 году вышел в отставку с чином коллежского асессора. На дворянских выборах 1857 года В. С. Перфильев был избран и в 1858 году утверждён в должности предводителя дворянства Кирсановского уезда Тамбовской губернии, где у него было большое имение, полученное в приданое за женой графиней Прасковьей Фёдоровной Толстой.
В 1861 году он был назначен членом Тамбовского губернского по крестьянским делам присутствия, в 1864 году получил чин надворного советника, а за труды по приведению в действие «Положения о крестьянах, выходящих из крепостной зависимости»" получил в 1868 году установленный знак отличия. В 1866 году за отлично-усердную и ревностную службу был награждён орденом Св. Анны 2-й ст. и произведён в коллежские советники. В 1869 году за поземельное устройство государственных крестьян был награждён знаком отличия, а в 1870 году назначен московским вице-губернатором.
Награждённый в 1871 году орденом Св. Владимира 3-й ст. и произведённый в статские советники, уже 8 апреля 1873 года он был пожалован в действительные статские советники, а в следующем году по распоряжению министра внутренних дел назначен председателем попечительства над арестантами московской исправительной тюрьмы. В том же году был пожалован в звание камергера двора Его Императорского Величества, в 1875 году назначен председателем особого Комитета, учреждённого для наблюдения за производством работ по постройке здания центральной пересыльной тюрьмы. В 1876 году ему был пожалован орден Св. Станислава 1-й ст., а также он получил орден Итальянской короны 2-й степени. В следующем году Перфильеву была объявлена высочайшая благодарность за успешную деятельность по призыву запасных нижних чинов и поставке лошадей в действующую армию. В 1878 году был награждён орденом Св. Анны 1-й ст. и назначен московским губернатором.
В 1879 году был назначен председателем частных собраний Попечительского совета заведений общественного призрения; в 1883 году был пожалован в тайные советники, а за полезные труды по промышленно-художественной выставке, бывшей в Москве, ему было объявлено высочайшее благоволение. В 1884 году был избран товарищем председателя управления «Красного Креста»; в 1886 году награждён орденом Св. Владимира 2-й ст. и персидским орденом «Льва и Солнца» 1-й степени.
В 1887 году согласно прошению В. С. Перфильев был уволен от должности московского губернатора и назначен почётным опекуном Московского присутствия Опекунского совета учреждений Императрицы Марии, а в 1888 году был назначен управляющим Императорским Московским вдовьим домом.
Умер в Москве 21 июня (3 июля) 1890 года и похоронен на Ваганьковском кладбище, «около графа Фёдора Ивановича Толстого»; могила утрачена.

## Семья
Жена — Прасковья Фёдоровна Толстая (1831—25.03.1887), дочь Ф. И. Толстого («Американца») и цыганки Авдотьи Максимовны Тугаевой.  Троюродная сестра Л.Н.Толстого. Лев Николаевич был дружен с сестрой и ее супругом, который во многом стал прототипом Стивы Облонского, одного из героев романа «Анна Каренина».
Дети и внуки:
- Федор Васильевич Перфильев (1849—1894), судебный работник. Его жена — Мария Александровна, урожд. Голицына (1859—1835, Рига), по отцу внучка Н.Я.Голицына, а со стороны матери — внучка А.Д.Черткова.  Во втором браке Мария Александровна вышла замуж за Владимира Дмитриевича фон Шеппинга, сына барона Д.О.Шеппинга.
  - Внуки: Дмитрий Федорович Перфильев (1881—?), офицер, участник Первой мировой войны; Вера Федоровна Перфильева, в замуж. Калачева (1882—?); Людмила Федоровна Перфильева (ум. в детстве); Николай Федорович Перфильев (1894—?).
- Степан Васильевич Перфильев (1850-—1870).